# Beda Fomm
Beda Fomm és una petita ciutat costanera al sud-oest de Cirenaica, Líbia. Es troba entre la ciutat portuària molt més gran de Bengasi al nord-oest i la ciutat més gran d'El Agheila més al sud-oest. Beda Fomm és coneguda principalment per ser el lloc dels combats finals de l'Operació Compass a la Segona Guerra Mundial.

## Segona Guerra Mundial
A finals de gener de 1941, durant l'Operació Compass, els britànics van descobrir que els italians estaven evacuant la Cirenaica a Beda Fomm. La 7º Divisió Blindada va ser enviada per interceptar el Desè Exèrcit Italià. A mig camí, va ser evident que la divisió era massa lenta i es va enviar la Combeforce, una columna lleugera, en ruta directa a través del desert. El 5 de febrer de 1941, Combeforce va arribar per tallar la retirada al Desè Exèrcit. Al dia següent, els italians va arribar i van atacar però no van poder trencar el bloqueig tot i els combats molt renyits, arribant-se al cos a cos tot sovint. El darrer atac italià del 7 de febrer, 20 tancs italians Fiat M13/40 van aconseguir trencar el cordó d'infanteria i canons anti-tancs però van ser aturats per tirs directes d'artilleria de camp. El General de les forces italianes era Giuseppe Tellera, que va ser mortalment ferit i el Tinent General Ferdinando Cona va asumir el comanament, però va ser capturat pels britànics. Després d'aquest fracàs, amb l'arribada de la resta de la 7ª Divisió i la 6ª Divisió Australiana atacant des de Bengasi, els italians es van rendir.